# Mitriūnai
Mitriūnai (hist., pol. Mitruny) – wieś na Litwie położona na Laudzie, w rejonie poniewieskim okręgu poniewieskiego, 30 km na południowy zachód od Poniewieża.

## Historia
Najstarsze znane wzmianki o Mitrunach pochodzą z przełomu XVIII i XIX wieku: dobra te należały wtedy do rodu Koryznów herbu własnego (Koryzna). Odkupił je od nich chorąży Józef Sawicki herbu Lubicz. Jego starszy syn Ferdynand brał udział w powstaniu listopadowym, później emigrował, a po powrocie został uwięziony w 1863 roku i osadzony w więzieniu w Kownie. Mitruny otrzymał młodszy syn Józefa Napoleon Józef, żonaty z Walerią Grużewską, również herbu Lubicz.
W skład klucza mitruńskiego, liczącego łącznie około tysiąca dziesięcin powierzchni, wchodziły folwarki: Lubicz (wspominany w „Potopie” Henryka Sienkiewicza), Kurguły, Micuny, Pacuny, Podwórniki i Poskajście. 
Napoleon Józef podzielił majątek pomiędzy swoje córki tak, że Mitruny przypadły Amelii (~1850–1933) ożenionej ze swoim krewnym krewnym Sobiesławem Sawickim. Amelia i Sobiesław Sawiccy mieli ośmioro dzieci – trzech synów i pięć córek. Na przełomie XIX i XX wieku powierzchnia dóbr zmalała do 194 dziesięcin. Ostatnim właścicielem Mitrun, których powierzchnia w wyniku litewskiej reformy rolnej stopniała do 80 ha, był ich syn Wacław, który został wywieziony w głąb ZSRR w 1941 roku.
Po III rozbiorze Polski w 1795 roku Mitruny, wcześniej wchodzące w skład powiatu upickiego województwa trockiego Rzeczypospolitej znalazły się na terenie powiatu poniewieskiego (ujezdu) guberni kowieńskiej Imperium Rosyjskiego. W drugiej połowie XIX wieku należały do gminy Krakinów. Od 1920 roku Mitruny należą do Litwy, która w okresie 1940–1990, jako Litewska Socjalistyczna Republika Radziecka, wchodziła w skład ZSRR.
W 2001 roku Mitruny liczyły 187 mieszkańców, w 2011 – 150.

## Mitruny w „Potopie”
Henryk Sienkiewicz wspomina Mitruny w „Potopie” 17 razy, w tej okolicy rozpoczyna się akcja powieści: ...Za panowania Jana Kazimierza patriarchą wszystkich Billewiczów był Herakliusz Billewicz, pułkownik lekkiego znaku, podkomorzy upicki. Ten nie mieszkał w gnieźǳie roǳinnym, które ǳierżył pod owe czasy Tomasz, miecznik rosieński; zaś do Herakliusza należały Wodokty, Lubicz i Mitruny, leżące w pobliżu Laudy naokół jakoby morzem ziemiami drobnej szlachty oblane. 
Prócz Billewiczów bowiem kilka było tylko większych domów w okolicy, jako Sołłohuby, Montwiłłowie, Schyllingowie, Koryznowie, Sicińscy (choć i drobnej braci tychże nazwisk nie brakło), ....

## Dwór
Nic nie wiadomo o pierwszym istniejącym tu drewnianym dworze będącym siedzibą Koryznów. (Nota bene dwór mitruński został spalony w „Potopie” około 1660 roku). 
Napoleon Józef Sawicki zaczął budować nowy dwór w roku 1855 (według innych źródeł dom zbudowano w 1886 roku), ponoć według własnego projektu. Był to dom wzniesiony na dość wysokiej podmurówce, parterowy, dziewięcioosiowy, w części środkowej piętrowy. Nakrywał go dość stromy dach dwuspadowy. Od frontu piętrowa część środkowa wysunięta była w formie wyraźnego, arkadowego ryzalitu z trójkątnym zwieńczeniem. Na parterze i piętrze portyku znajdowały się tarasy, które były zamknięte: na dole – trzema półkolistymi arkadami, a w górnej części – sześcioma kolumnami. Trójkątny szczyt portyku był przebity trzema ostrołukowymi oknami i dwoma wolimi oczkami.
Styl budynku był mieszaniną klasycyzmu z neogotykiem. Neogotyckie, poza oknami wieńczącymi portyk i balustradami, były również kształty okien parteru oraz okien piętra w elewacjach bocznych.
Wnętrza dworu miały nieregularny układ dwutraktowy. Sala balowa mieściła się w prawym skrzydle dworu, jej strop był wsparty dwiema kolumnami, ustawionymi na środku sali.
Wejście z parteru na piętro, do czterech umieszczonych tam pokoi, stanowiły spiralne schody w sieni, usytuowane obok centralnego komina, pełniącego również rolę wędzarni. Wnętrza reprezentacyjnych pokoi znajdujących się na parterze, aż do wybuchu I wojny światowej, wyposażone były w parkietowe posadzki, ozdobne kominki i żyrandole. Stylowe meble, lustra i obrazy podczas wojny, przed 1920 rokiem, zostały całkowicie zniszczone.
W dwudziestoleciu międzywojennym dwór był znanym w okolicy ośrodkiem polskości. Dzięki swemu położeniu w samym środku Laudy, w Mitrunach bardzo często odbywały się zjazdy szlachty – na zebrania, wieczorki taneczne czy na amatorskie przedstawienia teatralne i koncerty. Zjeżdżano się tu nawet z odległych: Kowna, Poniewieża czy Wędziagoły.

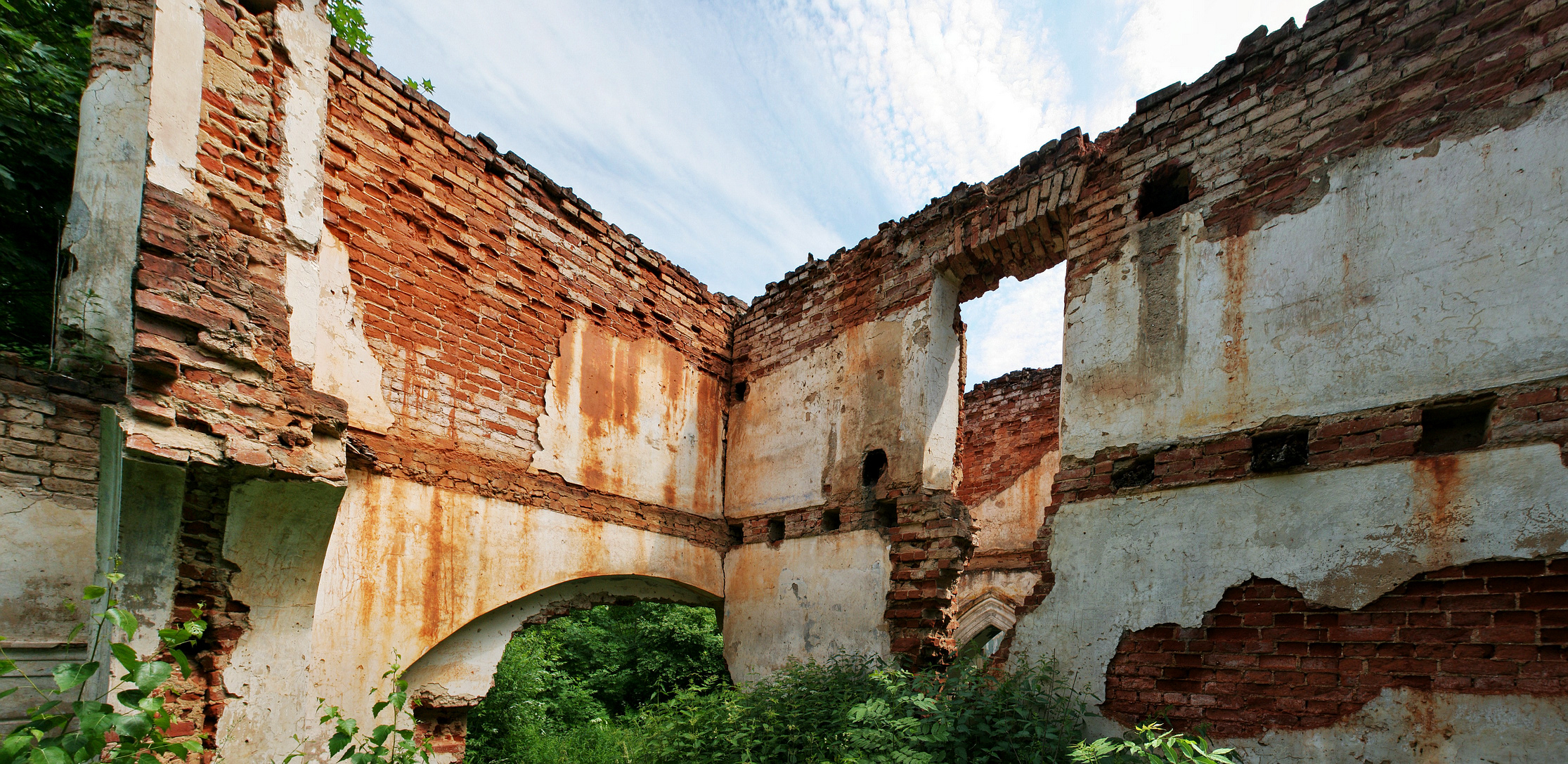
Ruiny dworu, 2007

Dwór stał pośród ogrodu, znacznie starszego niż on sam. Wśród drzewostanu rosły tu potężne i „wielce starożytne” topole i akacje. Był tu również staw, lipowa aleja oraz duża liczba ozdobnych i pachnących krzewów i kwiatów.
W latach osiemdziesiątych XX wieku, po eksmisji żyjących tu mieszkańców, dwór popadł w ostateczną ruinę, jego dach został zerwany. Zachowała się tylko część uszkodzonej południowej ściany elewacji z frontonem, w której widoczne są fragmenty historycznego wystroju.
Majątek Mitruny został opisany w 3. tomie Dziejów rezydencji na dawnych kresach Rzeczypospolitej Romana Aftanazego.